# Kingston (Pensilvânia)
Kingston é um distrito localizado no estado norte-americano de Pensilvânia, no Condado de Luzerne.

## Demografia
Segundo o censo norte-americano de 2000, a sua população era de 13.855 habitantes.
Em 2006, foi estimada uma população de 13.131, um decréscimo de 724 (-5.2%).

## Geografia
De acordo com o United States Census Bureau tem uma área de
5,8 km², dos quais 5,6 km² cobertos por terra e 0,2 km² cobertos por água. Kingston localiza-se a aproximadamente 286 m acima do nível do mar.

## Localidades na vizinhança
O diagrama seguinte representa as localidades num raio de 4 km ao redor de Kingston.